# Isidati Hyôbaku
Isidati Hyôbaku (japanisch 石立氷瀑 ‚Aufrecht-stehender-Stein-Eisfall‘) ist Gletscherbruch im ostantarktischen Königin-Maud-Land. In den Belgica Mountains liegt er unmittelbar südlich des Bergs Isidati Yama.
Japanische Wissenschaftler fertigten 1976 Luftaufnahmen an und nahmen zwischen 1979 und 1980 Vermessungen vor. Sie benannten ihn 1981 in Anlehnung an die Benennung des benachbarten Bergs.